# ناتر
ناتر، روستایی است توریستی از توابع بخش مرزن‌آباد شهرستان چالوس در استان مازندران ایران.

## جمعیت
این روستا در دهستان کوهستان (چالوس) قرار دارد و براساس سرشماری مرکز آمار ایران در سال ۱۳۸۵، جمعیت آن ۶۷۷ نفر (۱۸۳خانوار) بوده‌است. مردم ناتر از قومیت طبری هستند. مردم ناتر به زبان طبری با گویش چالوسی سخن می‌گویند. اکثریت مردم روستا از یک طایفه کلارستاقی به نام شمس ناتری هستند و دارای نام خانوادگی شمس ناتری، نصیر ناتری، محمد ناتری و ... هستند که همگی با هم نسبت فامیلی دارند. اکثر مردم ناتر به شهرهایی همچون چالوس، نوشهر، شهسوار، ساری، کرج و تهران کوچ نموده اند.